# 后宅下𰉗天后宫
后宅下天后宫，位于中国广东省汕头市南澳县后宅镇北面村，现为南澳县文物保护单位，类型为古建筑，公布时间为1999年9月24日。
后宅下𰉗天后宫的历史年代为清代。